# Rhinella ceratophrys
Espèce
Synonymes
- Bufo ceratophrys Boulenger, 1882

Statut de conservation UICN

 LC  : Préoccupation mineure
Rhinella ceratophrys est une espèce d'amphibiens de la famille des Bufonidae.

## Répartition
Cette espèce se rencontre dans le bassin supérieur de l'Amazone jusqu'à 1 350 m d'altitude :
- dans le nord du Pérou dans la région de Loreto ;
- dans l'est de l'Équateur ;
- dans l'est de la Colombie dans les départements de Amazonas et de Vaupés ;
- dans le sud du Venezuela dans l'État d'Amazonas sur le Cerro Marahuaca ;
- dans l'ouest du Brésil dans l'État d'Amazonas.

## Publication originale
- Boulenger, 1882 : Catalogue of the Batrachia Salientia s. Ecaudata in the collection of the British Museum, ed. 2, p. 1-503 (texte intégral).